# Uonuma
Uonuma (Japans: 魚沼市, Uonuma-shi) is een stad in de prefectuur Niigata in Japan.
De stad is 110,88 km² groot en heeft 82.936 inwoners (2007). De Japanse toneelspeler Ken Watanabe (渡辺 謙) is afkomstig uit Uonuma.

## Geschiedenis
Uonuma is sinds 1 november 2004 een stad (shi), ontstaan door samenvoeging van Koide, Horinouchi, Yunotani, Hirokami, Morikado en Irihirose.

## Verkeer
Uonuma ligt aan de Joetsu-lijn en aan de Tadami-lijn van East Japan Railway Company.
Uonuma ligt aan Kanetsu-autosnelweg en aan de  autowegen 17, 252, 290, 291 en 352.

## Geboren
- Ken Watanabe (1959), acteur